# NGC 4557
NGC 4557 é um sistema estelar triplo na direção da constelação de Coma Berenices. O objeto foi descoberto pelo astrônomo Guillaume Bigourdan em 1886, usando um telescópio refrator com abertura de 12 polegadas. 